# 國際事件
國際事件，或稱外交事件，是指看似相對較小或有限的行動、事件或衝突，導致兩個或多個國家之間發生更廣泛的爭端。
外交事件可能起因於涉及一個或多個國家公民、政府官員或武裝部隊的意外行動，或者起因於一個國家的間諜特工或恐怖分子對另一個國家的蓄意但小規模的挑釁行動。
外交事件通常發生在國家之間相對和平的時期，從表面上看，一般是突發事件。
由國家之間一系列不斷升級的衝突引起的事件通常不被視為國際事件；然而，恐怖主義行動一般被認為是「國際事件」。
然而，對過去國際事件的分析往往表明，該事件是國家或反抗組織之間衝突的導火索。
戰爭往往由國際事件挑起，而旨在防止國際事件發展為全面武裝衝突的外交努力往往不成功。
第一次世界大戰結束後，國際聯盟成立，旨在幫助國際事件當事國通過外交手段解決事件。最初，國際聯盟尋求透過外交手段能夠解決國際事件，但國際聯盟未能阻止第二次世界大戰的爆發，導致國際聯盟的解散，各國亦轉而支持聯合國。與其前身一樣，聯合國認為捲入國際事件的國家可以通過外交方式而不是使用武力來解決問題。
該術語還適用於可能擾亂國際貿易的各種事件，以及名人或其他知名人士的失言或其他不當行為，導致媒體甚至政府批評他們的行為。
國際法院保留一份國家之間的法律糾紛清單，其中許多是由國際事件引起的。
英國皇家郵政在其網站上保留當前可能中斷郵件服務的國際事件清單。 列出的事件可能符合也可能不符合上述對國際事件的定義。

## 國際事件的例子

### 18世纪
- XYZ事件（1797年至1798年）

### 19世纪
- 特倫特事件（1861年）
- 瑪利亞·路斯號事件（1872年）
- 法紹達事件，英國和法國軍隊在非洲爭奪影響力（1898年）

### 20世纪
- 多格灘事件- 俄羅斯將英國拖網漁船船隊誤認為是日本艦隊（1904年）
- 塞拉耶佛事件——引發第一次世界大戰（1914年）
- 坦皮科事件（1914年）
- 盧西塔尼亞號沉没-  成為美國參加一戰的導火索（1917年）
- 齊默爾曼電報 - 第一次世界大戰中德國和墨西哥的聯盟提議（1917年）
- 帕奈號事件（1937年）
- 天津事件（1939年）
- 格萊維茨事件- 德國對自己的假旗襲擊辯護（1939年）
- 紫石英號事件（1949年）
- 拉馮事件（1954年）
- 1956年匈牙利革命
- 1960年U-2擊墜事件
- 柏林圍牆的建立（1961年）
- 北部灣事件（1964年）
- 普韋布洛號通用環境研究艦事件（1968年）
- 伊朗人質危機（1979年至1981年）
- 大韓航空007號班機空難（1983年）
- 彩虹勇士號沉沒（1985年）
- 西柏林迪斯科舞廳爆炸案（1986年）
- 史塔克號飛彈巡防艦事件（1987年）
- 伊朗航空655號班機空難（1988年）
- 洛克比空難（1988年）
- 銀河號事件（1993年）
- 卡瓦萊斯纜車事故（1998年）
- 美國轟炸中國駐南聯大使館事件（1999年）
- 埃連·岡薩雷斯事件（1999年）

### 21世纪
- 愛媛丸事件（2001年）
- 911事件（2001年）
- 南海撞機事件（2001年）
- 亞歷山大·利特維年科事件（2006年）
- 「為什麼你不閉嘴？ 」，西班牙國王胡安卡洛斯一世在2007年伊比利亞美洲峰會上對委內瑞拉總統烏戈查韋斯的回應
- 天安艦事件（2010年）
- 加薩船隊衝突（2010年）
- 延坪島炮戰（2010年）
- 斯卡伯勒淺灘對峙（2012年）
- 拿篤衝突（2013年）
- 馬來西亞航空17號班機空難（2014年）
- 金正男遇刺事件（2017年）
- 英國前俄羅斯間諜毒殺案（2018年）
- 賈邁勒·卡舒吉之死（2018年）
- 刻赤海峡事件（2018年）
- 卡洛斯戈恩證券醜聞（2018年）
- 2019年埃爾帕索槍擊案
- 2020年巴格達國際機場空襲
- 烏克蘭國際航空752號班機空難（2020年）
- 2021年蘇伊士運河阻塞事件
- 瑞安航空4978號航班和羅曼·普羅塔塞維奇被捕（2021年）
- AUKUS（2021年）
- 諾瓦克·德約科維奇被拒入境事件（2022年）
- 中國氣球飛越北美事件（2023年）
- 2023年埃塞奎博圭亚那危机（2023年）
- 時代巡迴演唱會新加坡獨佔爭議（英语：Impact of the Eras Tour#Singapore's exclusivity in Southeast Asia）（2024年）
- 墨西哥駐厄瓜多爾大使館遇襲事件（2024年）